# James Greenhalgh
James Greenhalgh (ur. 19 lutego 1975 w Hertfordshire) – nowozelandzki tenisista, reprezentant w Pucharze Davisa.

## Kariera tenisowa
W gronie juniorów Greenhalgh wygrał 2 wielkoszlemowe imprezy w grze podwójnej chłopców w parze ze Stevenem Downsem w 1993 roku, French Open oraz Wimbledon. Sezon 1993 debel Downs–Greenhalgh zakończył na 1. miejscu w klasyfikacji par juniorów.
Jako zawodowy tenisista Greenhalgh zwyciężył w 1 turnieju rangi ATP World Tour w grze podwójnej, w 1999 roku w Hongkongu wspólnie z Grantem Silcockiem.
W latach 1994–2001 Greenhalgh reprezentował Nową Zelandię w Pucharze Davisa. Rozegrał w zawodach łącznie 22 pojedynki, z których w 13 wygrał.
W rankingu gry pojedynczej Greenhalgh najwyżej był na 327. miejscu (14 sierpnia 1995), a w klasyfikacji gry podwójnej na 89. pozycji (26 kwietnia 1999).

### Finały w turniejach ATP World Tour
| Nazwa                              |
| ---------------------------------- |
| Wielki Szlem                       |
| Igrzyska olimpijskie               |
| ATP World Tour World Championships |
| ATP Super 9                        |
| ATP Championship Series            |
| ATP World Series                   |

#### Gra podwójna (1–0)
| Końcowy wynik | Nr | Data             | Turniej  | Nawierzchnia | Partner       | Przeciwnicy                | Wynik finału |
| ------------- | -- | ---------------- | -------- | ------------ | ------------- | -------------------------- | ------------ |
| Zwycięzca     | 1. | 11 kwietnia 1999 | Hongkong | Twarda       | Grant Silcock | Andre Agassi David Wheaton | walkower     |